# Athletic Club 1992-1993
La pagina racchiude la rosa dell'Athletic Club nella stagione 1992-93

## Rosa
| N. |                   | Ruolo | Calciatore            |
| -- | ----------------- | ----- | --------------------- |
|    | Spagna (bandiera) | P     | Juan José Valencia    |
|    | Spagna (bandiera) | P     | Kike                  |
|    | Spagna (bandiera) | D     | Asier García          |
|    | Spagna (bandiera) | D     | Andoni Aiarza         |
|    | Spagna (bandiera) | D     | Andoni Lakabeg        |
|    | Spagna (bandiera) | D     | Jon Ander Lambea      |
|    | Spagna (bandiera) | D     | Luis de la Fuente     |
|    | Spagna (bandiera) | D     | Aitor Larrazabal      |
|    | Spagna (bandiera) | D     | Genar Andrinua        |
|    | Spagna (bandiera) | D     | José Manuel Galdames  |
|    | Spagna (bandiera) | D     | Óscar Javier Tabuenca |
|    | Spagna (bandiera) | D     | Carlos García         |
|    | Spagna (bandiera) | D     | Rafael Alkorta        |

| N. |                   | Ruolo | Calciatore            |
| -- | ----------------- | ----- | --------------------- |
|    | Spagna (bandiera) | C     | Josu Urrutia          |
|    | Spagna (bandiera) | C     | Xabier Eskurza        |
|    | Spagna (bandiera) | C     | Patxi Rípodas         |
|    | Spagna (bandiera) | C     | Julen Guerrero        |
|    | Spagna (bandiera) | C     | Ander Garitano        |
|    | Spagna (bandiera) | C     | David Billabona       |
|    | Spagna (bandiera) | A     | Ernesto Valverde      |
|    | Spagna (bandiera) | A     | José Ángel Uribarrena |
|    | Spagna (bandiera) | A     | Eduardo Estíbariz     |
|    | Spagna (bandiera) | A     | Francisco Javier Luke |
|    | Spagna (bandiera) | A     | Ricardo Mendiguren    |
|    | Spagna (bandiera) | A     | José Ángel Ziganda    |

### Staff tecnico
- Allenatore:  Jupp Heynckes

Come da politica societaria la squadra è composta interamente da giocatori nati in una delle sette province di Euskal Herria o cresciuti calcisticamente nel vivaio di società basche.

### Statistiche
- 38: Andrinua, Valencia
- 37: Guerrero
- 36: Ziganda
- 35: Valverde
- 33: Larrazabal, Lakabeg
- 30: Urrutia
- 29: Mendiguren, Alkorta
- 27: Garitano
- 26: Carlos García
- 22: Luke
- 16: Estibariz
- 14: Rípodas
- 10: Tabuenca
- 9: Galdames
- 8: Lambea
- 6: De la Fuente
- 5: Eskurza, Asier García
- 4: Billabona
- 0: Aiarza, Kike, Uribarrena

- 18: Ziganda
- 11: Valverde
- 10: Guerrero
- 3: Garitano, Carlos García
- 2: Mendiguren
- 1: Andrinua, Larrazabal, Urrutia, Luke, Estibariz, Eskurza

## Vittorie e piazzamenti
- Primera División: 8°
- Copa del Rey: Al primo turno l'Athletic viene estromesso dallo Xerez (1-0 e 0-0).